# Museum für Moderne Kunst
El Museum für Moderne Kunst (o MMK) és un museu d'art modern i contemporani situat a Frankfurt del Main. Es va obrir el 6 de juny de 1991. La construcció del museu, a causa de la seva forma triangular, va ser anomenada popularment "tros de pastís", va ser realitzada per l'arquitecte vienès Hans Hollein.

## Col·lecció
- Jasper Johns: Objectiu (1966).
- Roy Lichtenstein: Pinzellades grogues i verdes (1966).

## Exposicions
- Un conte de dos mons, 2017[1]